# Kurt Meyer
Kurt Adolf Wilhelm Meyer (Jerxheim, 23 december 1910 – Hagen, 23 december 1961), ook bekend als “Panzermeyer” was SS-Brigadeführer en Generalmajor in de Waffen-SS tijdens de Tweede Wereldoorlog. Hij was de jongste generaal in de Waffen-SS.

## Loopbaan
Meyer begon in de jaren 1920 bij de politie. Op 1 september 1930 trad hij toe tot de NSDAP en later tot de SS. In 1932 werd hij “SS-Sturmführer”. In 1934 trad hij toe tot de jonge Leibstandarte (LSSAH) en in 1936 werd hij bevorderd tot “Obersturmführer” en verkreeg zo het commando over de 14e Panzerabwehrkompanie.
In 1939 nam hij deel aan de Poolse Veldtocht en op 20 september 1939 verkreeg hij het IJzeren Kruis 2e Klasse. Hij verliet de Panzerabwehrkompanie en voegde zich bij de 'Kradschützen' (motorrijders) van de verkenningseenheid. Na zijn verdiensten aan het westfront in mei en juni 1940 verkreeg hij het IJzeren Kruis 1e Klasse. Hij werd tevens bevorderd tot SS-Sturmbannführer en kort daarna werd hij beloond met het Ridderkruis. Meyer vocht in Griekenland, was aan het Oostfront en vocht na de landing in Normandië in Frankrijk.
Hij stond bekend als “Snelle Meyer” omdat hij vriend en vijand geregeld verraste met zijn onverwachte manoeuvres, waardoor hij successen boekte. Zijn bijnaam Panzermeyer stamt uit de tijd dat hij als politieagent van een dak was gevallen en ondanks zware verwondingen en breuken de val toch overleefde. Door de val was één been korter dan het andere, waardoor hij een orthopedische schoen moest dragen en tot zijn dood geregeld door pijn geplaagd werd.
In 1944 werd hij tot SS-Brigadeführer en Generalmajor van de Waffen-SS bevorderd en werd daarmee de jongste generaal van de Duitse strijdkrachten. Tijdens de gevechten in Normandië voerde hij het bevel over het 25e Pantsergrenadierregiment en vervolgens, na de dood van Fritz Witt, de 12. SS-Panzerdivision „Hitlerjugend”. Deze divisie kreeg haar rekruten grotendeels uit de Hitlerjugend. Na de dood van Fritz Witt, nam hij ook het commando over van diens divisie. Hij geraakte echter ingesloten met zijn manschappen in Caen. Meyer slaagde erin om met 5.000 van de oorspronkelijk 22.000 soldaten, Caen te ontvluchten. Met zijn uitgedunde divisie nam hij deel aan de gevechten in de zak van Falaise. Hij werd weer ingesloten en zonder ophouden door de geallieerden gebombardeerd. Ondanks de uitzichtloze situatie slaagde hij er opnieuw in om met 1500 soldaten weer te ontsnappen. Hiervoor kreeg hij het Ridderkruis met Eikenloof.
In september 1944 viel hij in België in handen van de partizanen die hem aan de geallieerden overdroegen.

## Als krijgsgevangene

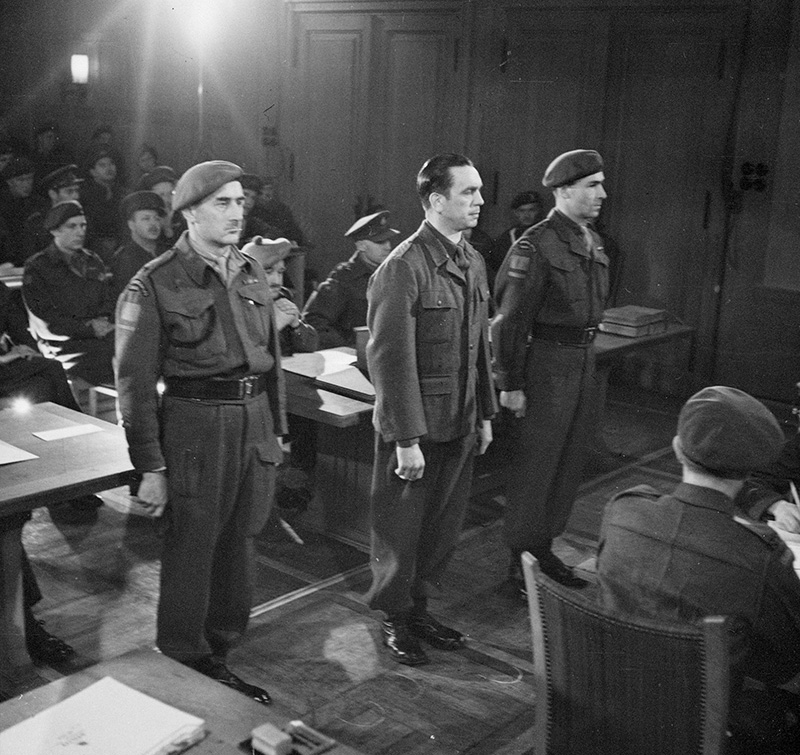
Kurt Meyer voor het gerecht vanwege oorlogsmisdaden.

Meyer kwam terecht in een krijgsgevangenenkamp in Frankrijk. Daarna werd hij overgebracht naar Engeland waar hij meermaals ondervraagd werd. Vervolgens werd hij overgevlogen naar Aurich in Duitsland. Daar werd hij door de Canadezen voor de rechtbank aangeklaagd voor oorlogsmisdaden in België en Frankrijk.
Meyer werd aan het einde van het proces ter dood veroordeeld. Op aandringen van een aantal vooraanstaanden, waaronder de bisschop van Münster, graaf Clemens von Galen, werd de doodstraf omgezet in levenslang. Hij werd overgevlogen naar Dorchester in Canada. Na aandringen van een aantal persoonlijkheden, werd hij op 17 oktober 1951 teruggevlogen naar Werl, Duitsland. Op 6 september 1954 werd hij na tussenkomst van bondskanselier Konrad Adenauer door de geallieerden vrijgelaten. Eenmaal vrij gaf hij het boek Grenadiere! uit waarin hij zijn tijd als soldaat en krijgsgevangene beschreef. Hij werd aangesteld als bedrijfsleider van de Andreasbrouwerij in Hagen. De eigenaar van deze brouwerij, Karl-Horst Andreas, was eveneens officier bij de Waffen-SS geweest. Op zijn 51e verjaardag stierf Meyer aan een hartaanval. Bij zijn begrafenis in Hagen waren duizenden mensen aanwezig, waaronder politici en hoge officieren van de Bundeswehr.

## Carrière
Meyer bekleedde verschillende rangen in zowel de Allgemeine-SS als Waffen-SS. De volgende tabel laat zien dat de bevorderingen niet synchroon liepen.
| Datum             | Hitlerjugend | Sturmabteilung | Polizei                  | Allgemeine-SS       | Waffen-SS                                 |
| ----------------- | ------------ | -------------- | ------------------------ | ------------------- | ----------------------------------------- |
| Mei 1925          | Hitlerjunge  | —              | —                        | —                   | —                                         |
| 1 april 1928      | —            | SA-Mann        | —                        | —                   | —                                         |
| 1 oktober 1929    | —            | —              | Polizeianwärter          | —                   | —                                         |
| 1 oktober 1930    | —            | —              | Polizeiunterwachtmeister | —                   | —                                         |
| 15 oktober 1930   | —            | —              | —                        | SS-Anwärter         | —                                         |
| 15 februari 1932  | —            | —              | —                        | SS-Mann             | —                                         |
| 10 juli 1932      | —            | —              | —                        | SS-Sturmführer      | —                                         |
| Voorjaar 1933     | —            | —              | Polizeiwachtmeister      | —                   | —                                         |
| 20 april 1934     | —            | —              | Polizeioberwachtmeister  | —                   | —                                         |
| 10 maart 1935     | —            | —              | —                        | SS-Obersturmführer  | —                                         |
| 12 september 1937 | —            | —              | —                        | SS-Hauptsturmführer | —                                         |
| 1 september 1940  | —            | —              | —                        | —                   | SS-Sturmbannführer der Reserve (W-SS)     |
| 9 november 1942   | —            | —              | —                        | —                   | SS-Obersturmbannführer der Reserve (W-SS) |
| 21 juni 1943      | —            | —              | —                        | —                   | SS-Standartenführer der Reserve (W-SS)    |
| 1 augustus 1944   | —            | —              | —                        | —                   | SS-Oberführer der Reserve (W-SS)          |
| 1 september 1944  | —            | —              | —                        | SS-Brigadeführer    | Generalmajor in de Waffen-SS              |

## Lidmaatschapsnummers
- NSDAP-nr.: 316 714 (lid geworden 1 september 1930[3][4])
- SS-nr.: 17 559 (lid geworden 15 oktober 1931[3][4])

## Decoraties
Selectie:
- Ridderkruis van het IJzeren Kruis (nr.291) op 18 mei 1941 als SS-Sturmbannführer en Commandant van de SS-Aufklärungs-Abteilung "LSSAH"[3][11][13][16][7]
- Ridderkruis van het IJzeren Kruis met Eikenloof (nr.195) op 23 februari 1943 als SS-Obersturmbannführer en Commandant van de SS-Aufklärungs-Abteilung "LSSAH"[3][11][17][7]
- Ridderkruis van het IJzeren Kruis met Eikenloof, Zwaarden (nr.91) op 27 augustus 1944 als SS-Standartenführer en Commandant van de 12. SS-Panzer-Division "Hitlerjugend"[3][11][18]
- IJzeren Kruis 1939, 1e Klasse[13] (8 juni 1940[3][19]) en 2e Klasse (20 september 1939[3][19])
- Duitse Kruis in goud op 8 februari 1942 als SS-Sturmbannführer in SS-Division "Adolf Hitler"[3][11][20][7]
- Militaire Orde voor Dapperheid in de Oorlog, 4e Klasse, 1e Graad op 6 juli 1942[3]
- Officier in de Orde van de Kroon van Roemenië met Zwaarden aan band op 3 september 1942[3]
- Hij werd eenmaal genoemd in het Wehrmachtsbericht. Dat gebeurde op:
- 29 juni 1944[3][11][21]

## Werken
- Kurt Meyer: Grenadiere!. - Schild Verlag, 10e uitgave 2004, ISBN 3-88014-108-8